# Supercopa de Japón 2001
La Supercopa de Japón 2001, también conocida como Supercopa Xerox 2001 (en inglés: Xerox Super Cup 2001) por motivos de patrocinio, fue la 8.ª edición de este torneo.
Fue disputada entre Kashima Antlers, como campeón tanto de la J. League Division 1 2000 como de la Copa del Emperador 2000, y Shimizu S-Pulse, como subcampeón de la Copa del Emperador 2000. El partido se jugó el 3 de marzo de 2001 en el Estadio Nacional de la ciudad de Tokio.

## Participantes
| Bandera de Prefectura de Ibaraki  | Kashima Antlers | Campeón de la J. League Division 1 (2000) Campeón de la Copa del Emperador (2000) |
| Bandera de Prefectura de Shizuoka | Shimizu S-Pulse | Subcampeón de la Copa del Emperador (2000)                                        |

## Partido
| 3 de marzo de 2001, 14:30 (UTC+9) | Kashima Antlers | 0:3 (0:1) | Shimizu S-Pulse                              | Estadio Nacional, Tokio                                     |                                                             |
|                                   |                 | Reporte   | Sawanobori 17' · Alex 58' (pen.) · Baron 60' | Asistencia: 25.095 espectadores Árbitro(s): Masayoshi Okada | Asistencia: 25.095 espectadores Árbitro(s): Masayoshi Okada |

### Detalles
| 1          | Guardameta     | Daijirō Takakuwa   |     |
| 2          | Defensa        | Akira Narahashi    |     |
| 3          | Defensa        | Yutaka Akita       |     |
| 15         | Defensa        | Seiji Kaneko       | 68' |
| 19         | Defensa        | Yoshirō Nakamura   | 58' |
| 6          | Centrocampista | Yasuto Honda       | 63' |
| 5          | Centrocampista | Kōji Nakata        |     |
| 8          | Centrocampista | Mitsuo Ogasawara   |     |
| 10         | Centrocampista | Bismarck           |     |
| 13         | Delantero      | Atsushi Yanagisawa |     |
| 30         | Delantero      | Takayuki Suzuki    |     |
| Entrenador | Entrenador     | Toninho Cerezo     |     |

| 20         | Guardameta     | Takaya Kurokawa    |     |
| 2          | Defensa        | Toshihide Saitō    |     |
| 11         | Defensa        | Ryūzō Morioka      |     |
| 3          | Defensa        | Takuma Koga        |     |
| 25         | Centrocampista | Daisuke Ichikawa   |     |
| 7          | Centrocampista | Teruyoshi Itō      |     |
| 4          | Centrocampista | Kazuyuki Toda      |     |
| 10         | Centrocampista | Masaaki Sawanobori | 45' |
| 8          | Centrocampista | Alex               |     |
| 18         | Delantero      | Baron              |     |
| 9          | Delantero      | Sōtarō Yasunaga    | 78' |
| Entrenador | Entrenador     | Zdravko Zemunović  |     |

| 16 | Centrocampista | Masashi Motoyama | 58' |
| 24 | Centrocampista | Takeshi Aoki     | 63' |
| 28 | Centrocampista | Tomohiko Ikeuchi | 68' |

| 13 | Centrocampista | Kōhei Hiramatsu   | 45' |
| 17 | Delantero      | Takayuki Yokoyama | 78' |

| Anotado         | 17' | Masaaki Sawanobori | 0-1 |
| Anotado · Penal | 58' | Alex               | 0-2 |
| Anotado         | 60' | Baron              | 0-3 |

| Amonestado | 44' | Takayuki Suzuki |
| Amonestado | 57' | Seiji Kaneko    |
| Amonestado | 59' | Bismarck        |

| Amonestado | 31' | Alex        |
| Amonestado | 54' | Takuma Koga |
| Amonestado | 60' | Baron       |

| Árbitro             | Masayoshi Okada    |
| Árbitros asistentes | Akio Okutani       |
| Árbitros asistentes | Hiroshi Tezuka     |
| Cuarto árbitro      | Hirofumi Yamanishi |

| 1          | Guardameta     | Daijirō Takakuwa   |     |
| 2          | Defensa        | Akira Narahashi    |     |
| 3          | Defensa        | Yutaka Akita       |     |
| 15         | Defensa        | Seiji Kaneko       | 68' |
| 19         | Defensa        | Yoshirō Nakamura   | 58' |
| 6          | Centrocampista | Yasuto Honda       | 63' |
| 5          | Centrocampista | Kōji Nakata        |     |
| 8          | Centrocampista | Mitsuo Ogasawara   |     |
| 10         | Centrocampista | Bismarck           |     |
| 13         | Delantero      | Atsushi Yanagisawa |     |
| 30         | Delantero      | Takayuki Suzuki    |     |
| Entrenador | Entrenador     | Toninho Cerezo     |     |

| 20         | Guardameta     | Takaya Kurokawa    |     |
| 2          | Defensa        | Toshihide Saitō    |     |
| 11         | Defensa        | Ryūzō Morioka      |     |
| 3          | Defensa        | Takuma Koga        |     |
| 25         | Centrocampista | Daisuke Ichikawa   |     |
| 7          | Centrocampista | Teruyoshi Itō      |     |
| 4          | Centrocampista | Kazuyuki Toda      |     |
| 10         | Centrocampista | Masaaki Sawanobori | 45' |
| 8          | Centrocampista | Alex               |     |
| 18         | Delantero      | Baron              |     |
| 9          | Delantero      | Sōtarō Yasunaga    | 78' |
| Entrenador | Entrenador     | Zdravko Zemunović  |     |

| 16 | Centrocampista | Masashi Motoyama | 58' |
| 24 | Centrocampista | Takeshi Aoki     | 63' |
| 28 | Centrocampista | Tomohiko Ikeuchi | 68' |

| 13 | Centrocampista | Kōhei Hiramatsu   | 45' |
| 17 | Delantero      | Takayuki Yokoyama | 78' |

| Anotado         | 17' | Masaaki Sawanobori | 0-1 |
| Anotado · Penal | 58' | Alex               | 0-2 |
| Anotado         | 60' | Baron              | 0-3 |

| Amonestado | 44' | Takayuki Suzuki |
| Amonestado | 57' | Seiji Kaneko    |
| Amonestado | 59' | Bismarck        |

| Amonestado | 31' | Alex        |
| Amonestado | 54' | Takuma Koga |
| Amonestado | 60' | Baron       |

| Árbitro             | Masayoshi Okada    |
| Árbitros asistentes | Akio Okutani       |
| Árbitros asistentes | Hiroshi Tezuka     |
| Cuarto árbitro      | Hirofumi Yamanishi |

|                                     |
| Bandera de Prefectura de Shizuoka   |
| Campeón Shimizu S-Pulse 1.er título |